# Nederlands kampioenschap 10 km 2022
Het Nederlands kampioenschap 10 km 2022 vond plaats op 15 mei 2022. Het was de veertiende keer dat de Atletiekunie een wedstrijd organiseerde met als inzet de nationale titel op de 10 km. De wedstrijd vond plaats in Venlo.
Nederlands kampioen 10 km bij de mannen werd Luuk Maas en bij de vrouwen won Marcella Herzog de titel.

## Uitslagen

### Mannen
| Rang   | Atleet          | Vereniging   | Tijd  |
| ------ | --------------- | ------------ | ----- |
| Goud   | Luuk Maas       | Cifla        | 29.41 |
| Zilver | Filmon Tesfu    | SV Sportlust | 29.50 |
| Brons  | Tom Hendrikse   | AAC '61      | 29.56 |
| 4      | Frank Futselaar | De Liemers   | 30.13 |
| 5      | Wouter Heinrich | AKU          | 30.18 |

### Vrouwen
| Rang   | Atleet               | Vereniging  | Tijd  |
| ------ | -------------------- | ----------- | ----- |
| Goud   | Marcella Herzog      | Running2000 | 33.55 |
| Zilver | Jennifer Gulikers    | Unitas      | 34.12 |
| Brons  | Leonie Balter        | AVON        | 34.22 |
| 4      | Ruth van der Meijden | Cifla       | 35.25 |
| 5      | Jacelyn Gruppen      | HAC '63     | 34.12 |

1999 ·
2005 ·
2006 ·
2007 ·
2008 ·
2009 ·
2010 ·
2011 ·
2012 ·
2013 ·
2014 ·
2015 ·
2016 ·
2017 ·
2018 ·
2019 ·
2021 ·
2022 ·
2023